# Odontología en la Antigua Roma
La odontología en la Antigua Roma se desarrolló durante las primeras partes de la historia romana, posiblemente debido a la llegada de un médico griego llamado Arcagato. Las herramientas quirúrgicas orales de la Antigua Roma incluían el torno dental, cinceles, palancas para huesos, y fórceps para dientes y muñones. Los antiguos romanos inventaron el uso de narcóticos durante la cirugía dental. Estas herramientas se utilizaron para tratar afecciones como el dolor de muelas y para extraer dientes. En la Antigua Roma se creía que la causa de las condiciones que requerían tal tratamiento era un «gusano dental».

## Odontología cosmética

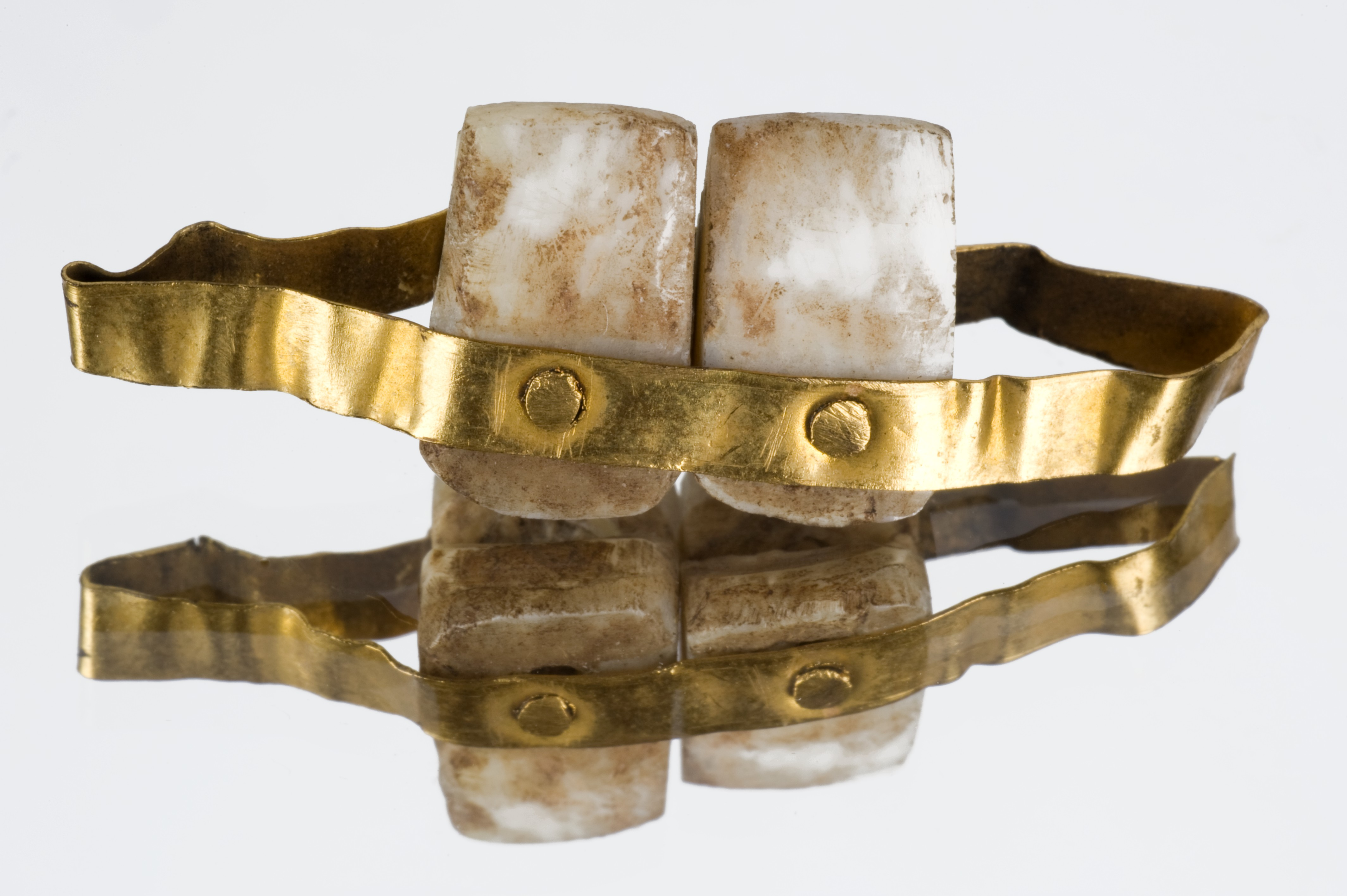
dentaduras

Los antiguos romanos blanqueaban sus dientes usando dentífrico hecha de orina humana y leche de cabra. Los puentes y las coronas dentales se desarrollaron en la Antigua Roma en el año 500 a. C. Esta forma de odontología era un oficio en el que los etruscos eran expertos. Esta civilización desarrolló los primeros «verdaderos» puentes dentales. Los puentes dentales romanos se hacían comúnmente de hueso o marfil y tenían una gran demanda durante la República romana. Los dentistas de la Antigua Roma también usaban implantes dentales hechos de oro.

## Dientes

### Dolores de muelas

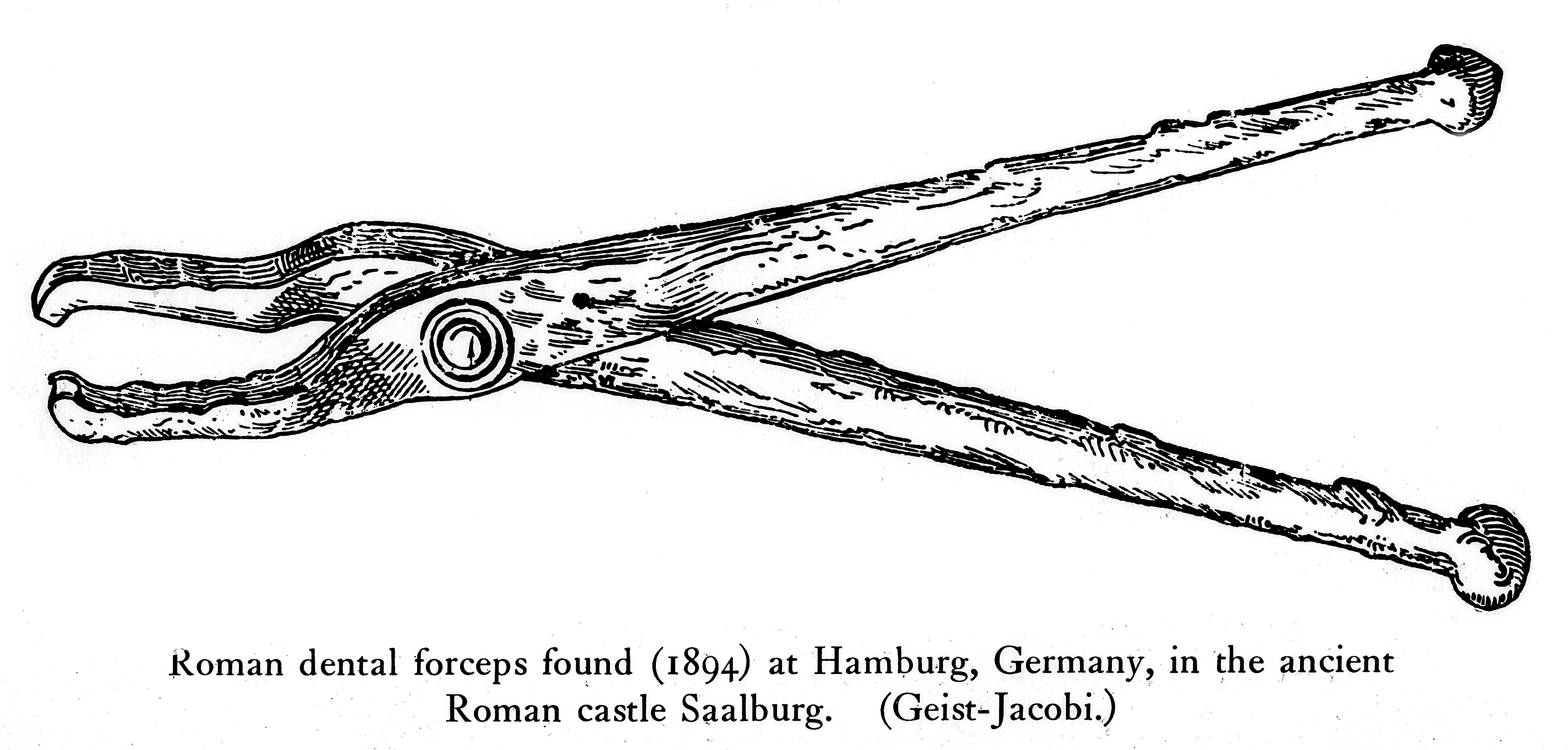
Fórceps dentales de la Antigua Roma.

Los tratamientos para el dolor de muelas eran populares y muy deseados debido al intenso dolor y la caries dental que causaba esta afección. En su obra Historia natural, Plinio el Viejo discutió las terapias para el dolor de muelas. Escribió que un paciente podía verter el remedio en su oído. Se suponía que algunos medicamentos se vertían en el oído del mismo lado de la cabeza que el dolor de muelas, otros se suponía que se vertían en el lado opuesto. Algunos tratamientos incluyeron la inhalación de menta silvestre, el uso de huesos de liebre para hacer incisiones en las encías, usar huesos cubiertos con excremento y hacer gárgaras con ceniza de cuernos de venado. Otro tratamiento incluía atrapar una rana a la luz de la luna y escupirle en la boca, y luego ordenarle a la rana que se fuera y llevara consigo el dolor de muelas. Los médicos romanos creían que los dolores de muelas eran causados por un «gusano dental».

### Extracción dental

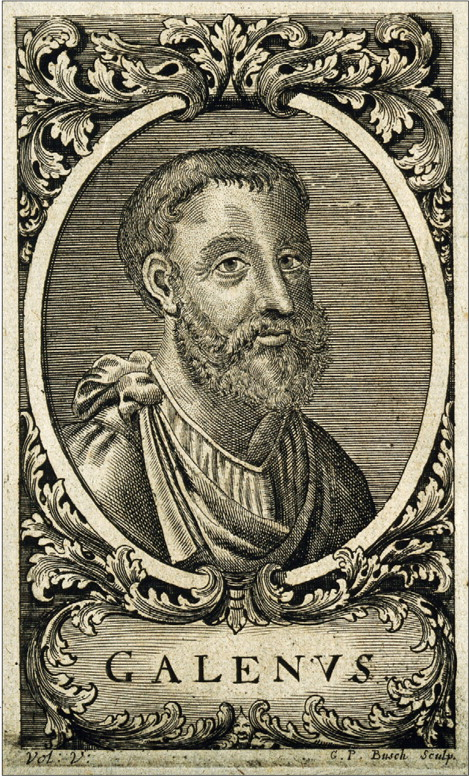
Retrato de Galeno, médico romano.

No está claro qué profesión o profesiones romanas se habrían dedicado a la odontología. Es posible que haya médicos especialistas capacitados para realizar procedimientos dentales; también es posible que la odontología se practicara como un subconjunto de otras profesiones, como la barbería. La extracción dental es un procedimiento quirúrgico oral realizado con el propósito de extraer dientes. En la Antigua Roma, puede haber sido practicado por especialistas que no estaban asociados con ningún otro profesional médico en la Antigua Roma. Esta práctica requería que los dientes fueran extraídos con suavidad, a fin de evitar el peligro que implicaba. Este peligro también resultó en que la práctica se volviera rara. La literatura antigua describe otro proceso dedicado a la extracción de dientes. En este proceso, el diente sería agarrado y sacudido hasta que pudiera ser removido con las manos. Otra práctica consistía en cortar la encía y el hueso que rodea un diente y luego extraerlo. Celso, un médico romano, recomendó que los médicos también extrajeran el hueso cerca de los dientes y que se negaran a extraer los dientes de los niños a menos que impidieran el crecimiento de los dientes permanentes.

### Otros
Los escritores médicos de la Antigua Roma creían que los dientes podían aflojarse debido a la debilidad de la raíz o a una enfermedad de las encías. Tratarían esto cauterizando las encías y luego cubriéndolo con miel reforzada con hidromiel. Posteriormente se colocaba medicación en los dientes. Si el diente se vuelve doloroso, se extrae. Este procedimiento se llevaría a cabo «raspando» el diente en «orden redondo» y luego sacudiendo el diente hasta que pueda extraerse con seguridad.

## Labio leporino
Celso describió tratamientos para la condición médica conocida como labio leporino. Escribió que aplicar una sutura y abrasiones en los labios era el método sugerido para tratar pequeños defectos. Los defectos más grandes y problemáticos se trataron mediante un procedimiento quirúrgico conocido como colgajos. Galeno, otro médico romano probablemente describió coloboma o hendidura facial. Para tratar esta condición, recomendó escarificar la piel y unificar las partes dispares de la piel, eliminar los callos y luego terminar el procedimiento con sutura y pegamento. Se creía que un paladar sano era necesario para hablar correctamente. Los antiguos romanos también mataban a niños con labio leporino, debido a la creencia de que estaban poseídos por espíritus malignos.